# Vachellia campechiana
Vachellia campechiana là một loài thực vật có hoa trong họ Đậu. Loài này được (Mill.) Seigler & Ebinger mô tả khoa học đầu tiên năm 2005.